# Новодружівська
Новодру́жівська — вантажна залізнична станція 5 класу Лиманської дирекції Донецької залізниці.
Розташована в місті Новодружеськ, Сіверськодонецький район, Луганської області на лінії Переїзна — Новодружівська між станціями Сіверськ (28 км), Білогорівка (5 км) та Переїзна (18 км).
Поруч розташований терикон шахта «Новодружеська».